# Argo Arbeiter
Argo Arbeiter, född 5 december 1973 i Viljandi, är en estnisk före detta professionell fotbollsspelare som bland annat spelat för Estlands landslag.
Arbeiter spelade huvudsakligen klubbfotboll i hemlandet med undantag från några säsonger i finska Tipsligan.
Han spelade mellan 1995 och 2000 29 landskamper för Estlands landslag och gjorde på dem sex mål. Fyra av målen gjorde Arbeiter i en match mot Andorra 1996. För ett av målen vann han Hõbepall, Silverbollen, en estnisk utmärkelse för det vackraste målet i landslaget under det gångna året.